# Донка
Донка, донная удочка — рыболовная снасть, предназначенная для ужения придонной рыбы.
Представляет собой комбинацию лески с грузилом (кормушкой) и поводка с крючком, которые забрасываются в водоём и удерживаются на течении за счёт веса грузила (кормушки). Ловля донкой производится как с берега водоёмов, так и с лодок. Осуществляется при помощи разных удилищ (чаще спиннинг), но иногда и без них.
Разновидностями донки являются рыболовная резинка (донная удочка с резиновым амортизатором), донка с поплавком.
Для зимнего лова применяется донка специальной конструкции. К удильнику из твёрдого дерева крепится кивок из пружинной проволоки и с катушкой для запаса лесы. Удильник вмораживается в лёд возле лунки. Когда рыба берёт приманку, кивок вздрагивает, а если рыба идёт, забрав приманку в рот, он, пропуская лесу, будет непрерывно качаться и вздрагивать. Сигналы кивка заметны с 10-метрового расстояния, что даёт возможность следить за поклёвками на 4—5 донок.